# The Telescopes
Pour les articles homonymes, voir Télescope.
 (septembre 2018).
The Telescopes est un groupe de noise psychédélique, space rock et dream pop anglais, formé en 1987 par Stephen Lawrie, aux influences telles que Suicide, Velvet Underground et 13th Floor Elevators. Le groupe a sorti une dizaine d'albums depuis Taste, paru en 1989.

## Description
Le groupe sort un premier album split flexi disc avec Loop sur le label Cheree en 1988, album qui sera offert avec l'achat d'un numéro spécial du fanzine Sowing Seeds,. S'ensuivent leurs premiers singles, Kick the Wall, et 7th# Disaster aussi édités chez Cheree Records qu'ils quitteront pour le label américain What Goes On Records qui sortira leur premier album Taste ainsi que le tube The Perfect Needle. Un album live sort sur Fierce Records. Après la faillite de What Goes On Records, ils signent chez Creation Records. 
Le groupe délaisse les accents noise-rock de Taste, et joue alors un son plus posé, décrit par le journaliste Alexis Petridis comme porteur d'« une sensibilité presque fragile de l'élégance et de la mélodie ». Avec le single Flying, le groupe flirte avec les Charts anglais, et publie The Telescopes, leur deuxième album, en 1992. 
Lawrie explique le changement de direction artistique : « Le sens que vous donnez à la Perfection évolue avec vous à travers le temps. Je pense que nous avons encore la même approche de notre musique aujourd'hui, nous essayons toujours autant d'idées folles, c'est seulement beaucoup plus subtile et débouche sur un rendu final différent »[réf. nécessaire].
En 2002, ils font un retour surprise avec l'album Third Wave sur Double Agent Records. 2005 voit sortir leur quatrième album #4 sur leur propre label Antenna Records. À cette époque, le groupe se recentre autour du noyau composé de Stephen Lawrie et Jo Doran, aidés parfois de Lorin Halsall (membre de The Dust Collectors). Leur musique est beaucoup plus expérimentale, avec un goût prononcé pour les paysages sonores électroniques. En 2006, The Telescopes change à nouveau de line-up, qui autour de Stephen Lawrie et Bridget Hayden.
En juillet 2011, Portishead les invite au festival All Tomorrows Party à l'Alexandra Palace de Londres, où ils jouent des morceaux de leur premier album, chose qui se reproduisit lors de l'Austin Psych Fest de 2012 organisé par The Reverberation Appreciation Society.
Aujourd'hui, seuls Stephen Lawrie et des membres de One Unique Signal représentent The Telescopes sur scène. L'album live Live. Aftertaste  (qui signifie arrière-goût) sort en 2010 sur le label Static Charge. Antenna Records dira du disque que c'est « ... un disque brûlant, empreint d'une tension intemporelle; un rare et mémorable aperçu des vagues surnaturelles qui ont d'abord inspiré Lawrie pour l'écriture de l'album d'origine en 1988 ».
En avril 2012 sortent deux nouveaux singles, le premier est une version drone du Black Eyed Dog de Nick Drake sorti sur le label Trensmat. Le deuxième, une nouvelle composition intitulée We See Magic and We Are Neutral, Unnecessary est un flexi-carte postale sorti sur The Dream Machine. Le groupe travaille également sur un album de nouvelles chansons, après des séances dans les studios du groupe Brian Jonestown Massacre à Berlin ainsi qu'au Spectrum Studio cofondé par Richard Formby à Leeds.
En 2015, l'album Hidden Fields est publié par le label allemand Tapete Records. Pour le site AllMusic.com l'album se situe entre shoegaze et noise-pop, contenant plus de morceaux construits comme des chansons que leurs dernières sorties.

## Membres originaux
- Stephen Lawrie : chant et guitare acoustique (né le 28 mars 1969, East Hartford, Northumberland, Angleterre)
- Joanna Doran : chœurs et guitare rythmique (né le 17 octobre 1969, Wednesbury, West Midlands, Angleterre)
- David Fitzgerald : guitare lead (né le 30 août 1966, Wellingborough, dans le Northamptonshire, en Angleterre - mort le 16 décembre 2020[10])
- Robert Brooks : guitare basse (né le 11 avril 1969, Burton upon Trent, Staffordshire, Angleterre)
- Dominique Dillon : batterie et percussions (né le 26 septembre 1964, Bolton, Lancashire, Angleterre)

## Discographie

### Albums studio
- 1989 - Taste
- 1992 - The Telescopes
- 2002 - Third Wave
- 2005 - #4
- 2006 - Hungry Audio Tapes
- 2008 - Infinite Suns
- 2013 - Harm
- 2015 - Hidden Fields[11]
- 2017 - As Light Return
- 2019 - Exploding Head Syndrome
- 2021 - Songs of Love and Revolution
- 2021 - Absence Presence
- 2023 - Of Tomorrow
- 2023 - Experimental Health
- 2024 - Growing Eyes Becoming String

### Singles
- Forever Close Your Eyes (1988) (split 7" flexi-disc avec Loop)
- Kick the Wall (1989)
- 7th# Disaster (1989)
- The Perfect Needle (1989)
- To Kill A Slow Girl Walking (1990)
- Precious Little (1990)
- Everso (1990)
- Celeste (1991)
- Flying (1991)
- Where the Sky Is Low (2003) (split 7" avec Füxa)
- Mooga Destroya (2003) (split 7" avec Lo Casta)
- Winter EP (2004)
- Live At Audioscope (2005) (split 10" avec Vibracathedral Orchestra)
- Night Terrors (2006)
- Psychic Viewfinder (2007)
- Another Whip (2007)
- Landing Shadows (2011)
- Black Eyed Dog (2012)
- 'We See Magic and We Are Neutral, Unnecessary (2012) (7" flexi-carte postale)
- I Wanna Be Your Dog (2015) (split 10" avec A Place To Bury Strangers)
- Thrown (2015) (split 7" avec Deadly Cradle Death)

### Albums Live
- Trade Mark Of Quality (1990)
- Live. Aftertaste (2011)

### Compilations
- As Approved by the Committee (2003)
- Premonitions 1989-1991 (2003)
- Altered Perception (2004)
- Singles Compilation 1989-1991 (2008)
- Singles No. 2 (2009)
- Splashdown - The Complete Creation Recordings 1990-1992 (2015)